# BeWelcome
BeWelcome is een gastvrijheidsdienst die wordt geleid door een non-profitorganisatie. Volgens de Argentijnse krant La Nación, is het een van de vier meest bezochte online gastvrijheidsdiensten en een van de top-10 gastvrijheids- en reiswebsites volgens The Guardian. De website is opgericht in februari 2007 door vrijwilligers van een andere gastvrijheidswebsite, Hospitality Club. Sinds Juli 2016 heeft het netwerk meer dan 90.000 leden uit de hele wereld die accommodatie en hulp aanbieden aan reizigers. Het was de eerste gastvrijheidsdienst die een meertalige omgeving met meertalige profielen aanbood. Lid worden is gratis en de software achter de site, het BW Rox platform, is vrije software.